# جرارد کاربونارا
جرارد کاربونارا (انگلیسی: Gerard Carbonara؛ ‏ ۸ دسامبر ۱۸۸۶ – ۱۱ ژانویهٔ ۱۹۵۹) آهنگساز، رهبر ارکستر، موسیقی‌دان و نوازنده ویولن اهل ایالات متحده آمریکا بود.
از فیلم‌هایی که وی در آن‌ها نقش داشته‌است، می‌توان به عقاب‌های جوان، چشمان درشت قهوه‌ای، سوارکار مرموز و هفت‌تیرکش‌ها اشاره نمود.